# Парк Птиц
Парк Птиц — хутор в Жуковском районе Калужской области, в составе сельского поселения «Совхоз Победа».
Населённый пункт образован в 2015 году.

## География
Расположена на севере Калужской области, по обеим берегам реки Истьи, на административной границе Жуковского и Боровского районов. Рядом населённые пункты: Совхоз «Победа», Акатово.

## Климат
Умеренно-континентальный с выраженными сезонами года: умеренно жаркое и влажное лето, умеренно холодная зима с устойчивым снежным покровом. Средняя температура июля +18 °C, января −9 °C. Теплый период длится в среднем около 220 дней.